# نانسي ويلسون (كاتبة)
نانسي ويلسون (بالإنجليزية: Nancy Wilson)‏ هي مؤلفة وكاتِبة أمريكية، ولدت في 1950.